# Vô tuyến sóng ngắn

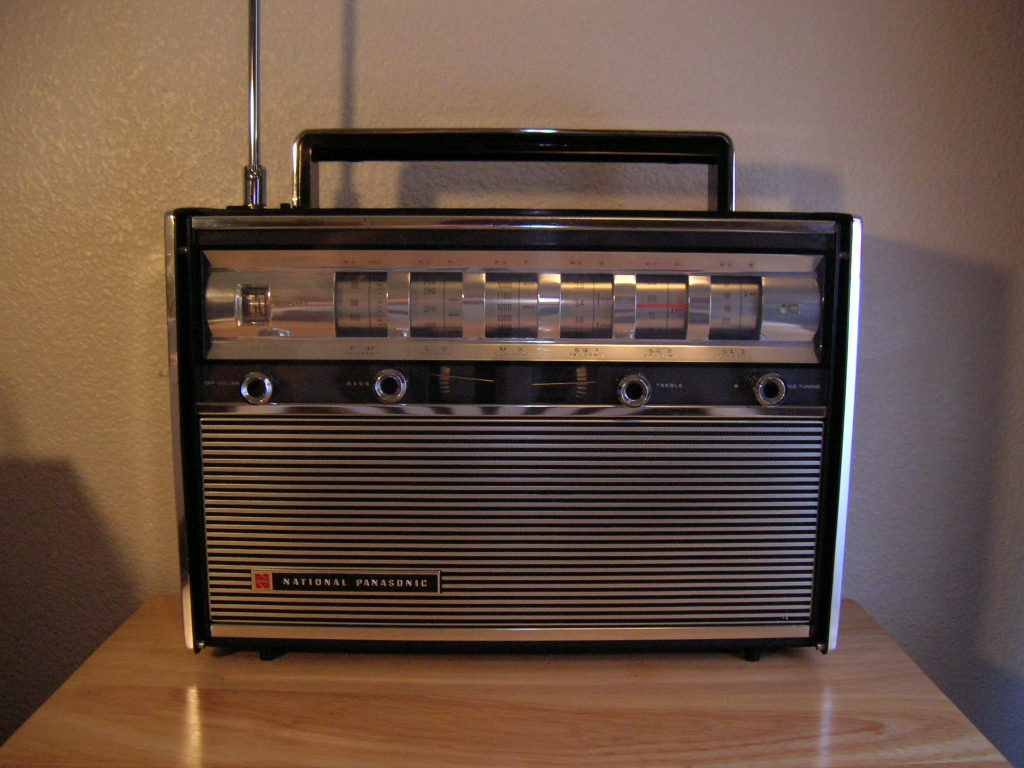
Một chiếc đài sóng ngắn analog

Vô tuyến sóng ngắn là thông tin vô tuyến sử dụng tần số phía trên của MF (tần số trung bình) và tất cả dải tần HF (tần số cao) thuộc phổ vô tuyến, từ 1.800–30.000 kHz. Có tên gọi vô tuyến sóng ngắn là do bước sóng trong băng tần này nhỏ hơn 200 m (1500 kHz), đây là giới hạn trên đầu tiên của băng tần số trung bình lần đầu tiên được dùng cho thông tin vô tuyến. Băng tần sóng trung phát thanh hiện nay đã được mở rộng lên trên giới hạn 200 m/1500 kHz và băng tần vô tuyến nghiệp dư 1,8 MHz – 2,0 MHz (còn gọi là "băng tần trên") là băng tần thấp nhất được coi là sóng ngắn.
Vào thuở ban đầu của thông tin vô tuyến, vô tuyến sóng ngắn thường bị coi là không hữu dụng, nhưng ngày nay vô tuyến sóng ngắn lại có rất nhiều ứng dụng, cơ chế truyền lan của sóng vô tuyến trong khí quyển Trái Đất giúp tầm liên lạc đạt xa nhất có thể. Vô tuyến sóng ngắn được sử dụng cho phát thanh, thông tin liên lạc tầm xa với tàu biển và máy bay; hay giúp những khu vực hiểm trở như vùng núi, hải đảo có thể tiếp cận các dịch vụ thông tin không dây hay vô tuyến khác. Ngoài ra, vô tuyến nghiệp dư cũng được phép hoạt động trên băng tần này và dùng cho thông tin khẩn cấp hai chiều và giáo dục.

## Lịch sử

### Khám phá cơ chế truyền lan sóng ngắn khoảng cách xa
Những người khai thác vô tuyến nghiệp dư được ghi nhận với việc phát hiện ra khả năng thông tin liên lạc tầm xa sử dụng các băng tần sóng ngắn. Các dịch vụ khoảng cách xa đầu tiên sử dụng cơ chế truyền lan sóng bề mặt với tần số rất thấp (VLF), các tần số này bị suy hao trên đường truyền. Tần số càng cao và khoảng cách càng lớn mà vẫn sử dụng sóng bề mặt thì tín hiệu sẽ bị suy hao rất nhanh. Điều này và những khó khăn trong việc tạo và tách ra các tần số cao hơn, đã khiến việc khám phát ra cơ chế truyền lan sóng ngắn trở thành một thách thức cho các dịch vụ thương mại.
Những người ham thích vô tuyến nghiệp dư thực hiện các cuộc thử nghiệm truyền tín hiệu sóng ngắn xuyên Đại Tây Dương thành công đầu tiên vào tháng 12 năm 1921, sử dụng băng tần sóng trung 200 mét (1500 kHz)—bước sóng ngắn nhất vào thời đó mà vô tuyến nghiệp dư được dùng. Năm 1922, hàng trăm người nghiệp dư Bắc Mỹ đã nghe thấy đài phát thanh ở Châu Âu cũng dùng sóng 200 mét và ít nhất 20 người nghiệp dư Bắc Mỹ đã thu được các tín hiệu nghiệp dư từ châu Âu. Thông tin liên lạc hai chiều đầu tiên giữa những người nghiệp dư ở Bắc Mỹ và Hawaii được thực hiện vào năm 1922 cũng dùng sóng 200 mét. Dù sử dụng các bước sóng ngắn hơn 200 mét về mặt kỹ thuật là không được phép, những người nghiệp dư đã bắt đầu thử nghiệm với các bước sóng ngắn hơn 200 mét bằng cách dùng ống chân không mới ngay sau Chiến tranh thế giới I.
Ở rìa trên dải tần 150-200 mét bị nhiễu cực nặng—đây là các bước sóng chính thức được Hội nghị vô tuyến quốc gia lần thứ 2 cấp cho hoạt động vô tuyến nghiệp dư vào năm 1923—buộc những người nghiệp dư phải chuyển xuống các sóng ngắn ngắn hơn; tuy nhiên, họ bị giới hạn bởi quy định về bước sóng dài hơn 150 mét (2 MHz). Một số người nghiệp dư may mắn có được sự cho phép đặc biệt để tiến hành các thử nghiệm liên lạc với sóng dưới 150 mét, họ đã hoàn thành hàng trăm cuộc liên lạc hai chiều tầm xa trên bước sóng 100 mét (3 MHz) vào năm 1923, trong đó có các cuộc liên lạc hai chiều xuyên Đại Tây Dương đầu tiên. vào tháng 11 năm 1923 trên sóng 110 mét (2,72 MHz)
Năm 1924, nhiều người nghiệp dư được cấp phép bổ sung đặc biệt đã thực hiện thường xuyên các cuộc liên lạc xuyên đại dương ở khoảng cách 6000 dặm (~9600 km) và xa hơn nữa. Ngày 21 tháng 9, vài người nghiệp dư ở California đã hoàn thành liên lạc 2 chiều với một người nghiệp dư khác ở New Zealand. Ngày 19 tháng 10, những người nghiệp dư ở New Zealand và Anh đã thực hiện một cuộc liên lạc hai chiều dài 90 phút với khoảng cách gần nửa vòng Trái Đất. Ngày 10 tháng 10, Hội nghị vô tuyến quốc gia lần thứ ba đã công bố ba băng sóng ngắn dành cho người nhiệp dư Mỹ ở các bước sóng 80 mét (3.75 MHz), 40 mét (7 MHz) và 20 mét (14 MHz). Chúng được cấp phát trên toàn thế giới, trong khi băng tần 10 mét (28 MHz) được Hội nghị điện báo vô tuyến quốc tế Washington tạo ra vào ngày 25 tháng 11 năm 1927. Băng tần 15 mét (21 MHz) được mở cho người nghiệp dư tại Mỹ vào 1 tháng 5 băn 1952.

### Marconi
Tháng 6, 7 năm 1923, Guglielmo Marconi đã thực hiện truyền thành công tín hiệu vô tuyến sóng ngăn vào ban đêm trên sóng 97 mét từ Đài không dây Poldhu, Cornwall, tới thuyền buồm của ông ở Quần đảo Cape Verde. Tháng 9 năm 1924, Marconi truyền tín hiệu sóng 32 mét trong suốt cả ngày và đêm từ Poldhu tới thuyền buồm của mình ở Beirut. Tháng 7 năm 1924, Marconi ký hợp đồng với Sở bưu điện (GPO) Anh để lắp đặt các mạch điện báo tốc độ cao từ London tới Australia, Ấn Độ, Nam Phi và Canada, đây được coi như phần tử chính của Chuỗi không dây đế quốc. "Dịch vụ tín hiệu không dây" sóng ngắn Anh-Canada đi vào hoạt động thương mại vào ngày 25 tháng 10 năm 1926. Dịch vụ tín hiệu không dây Anh-Australia, Nam Phi và Ấn Độ đưa vào hoạt động năm 1927.
Có nhiều phổ tần sẵn có hơn cho thông tin liên lạc tầm xa trong băng tần sóng ngăn hơn là băng tần sóng dài; các máy phát, máy thu sóng ngắn, anten cần công suất phát ít hơn hàng trăm kW, cột anten ngắn hơn so với công suất và anten cho máy phát sóng dài.
Liên lạc sóng ngắn bắt đầu phát triển nhanh chóng vào thập niên 1920, tương tự như internet vào cuối thế kỷ 20. Vào năm 1928, hơn một nửa thông tin liên lạc đường dài đã chuyển từ cáp đặt dưới biển và dịch vụ không dây sóng dài sang sóng ngắn, lượng thông tin chuyển tải qua sóng ngắn vượt đại dương cũng tăng lên nhanh chóng. Sóng ngắn cũng kết thúc việc cần thiết phải đầu tư nhiều triệu đô la cho cáp điện báo xuyên đại dương mới và các trạm sóng dài không dây lớn, mặc dù một số cáp điện báo xuyên đại dương vẫn còn tồn tại và các đài liên lạc sóng dài thương mại vẫn được dùng cho đến những năm 1960.
Các công ty cáp bắt đầu mất doanh thu lớn vào năm 1927, một cuộc khủng hoảng tài chính nghiêm trọng đe dọa khả năng tồn tại của các công ty cáp, đây là sự sống còn đối với lợi ích chiến lược của Anh. Chính phủ Anh đã triệu tập Hội nghị thông tin cáp và không dây đế chế vào năm 1928 "đểkiểm tra tình hình đã nảy sinh như một kết quả của sự cạnh tranh giữa các Dịch vụ cáp và tín hiệu không dây". Hội nghị đã đưa ra khuyến nghị và nhận được sự chấp thuận của chính phủ Anh để hợp nhất tất cả các nguồn lực thông tin không dây và cáp thông tin ở nước ngoài của Đế chế Anh, vào thành một hệ thống do một công ty kiểm soát, công ty này thành lập năm 1929 có tên gọi là Công ty trách nhiệm hữu hạn Thông tin liên lạc quốc tế và đế chế. Năm 1934 tên công ty này đổi thành Cable and Wireless Ltd.

## Đặc tính truyền lan của sóng ngắn
Năng lượng tần số vô tuyến sóng ngắn có khả năng vươn tới bất kỳ vị trí nào trên Trái Đất vì nó có thể khúc xạ trở lại Trái Đất bởi tầng điện ly (một hiện tượng gọi là "truyền lan sóng trời). Một hiện tượng điển hình của truyền lan sóng ngắn là sự xuất hiện của một vùng tối, trong vùng này không thể thu được tín hiệu. VỚi một tần số làm việc cố định, các thay đổi lớn trong tầng điện ly có thể tạo ra vùng tối vào ban đêm.
Do cấu trúc nhiều lớp của tầng điện ly, truyền lan sóng điện từ thường xảy ra đồng thời trên nhiều đường khác nhau, bị tán xạ bởi lớp E, F và với số lượng các bước nhảy khác nhau, một hiện tượng có thể gây nhiễu cho một số kỹ thuật. Riêng đối với tần số thấp hơn của băng sóng ngắn, sự hấp thụ năng lượng tần số vô tuyến trong lớp điện ly thấp nhất (lớp D) có thể làm tín hiệu bị suy hao rất lớn. Điều này là do sự va chạm của các electron với các phân tử trung tính, các phân tử trung tính sẽ hấp thụ năng lượng của tần số vô tuyến và chuyển thành nhiệt năng. Việc dự đoán đặc tính truyền lan sóng trời phụ thuộc vào:
- Khoảng cách từ máy phát tới máy thu.
- Thời gian ban ngày. Vào ban ngày, tần số cao hơn 12 MHz có thể đi xa hơn so với tần số thấp hơn. Vào ban đêm, điều này sẽ ngược lại, tần số thấp hơn đi xa hơn.
- Với tần số thấp hơn thì sự phụ thuộc vào thời gian ban ngày chủ yếu do lớp thấp nhất của tầng điện ly (lớp D), lớp này chỉ hình thành vào ban ngày khi các photon từ mặt trời phá vỡ nguyên tử thành các ion và electron tự do.
- Theo mùa trong năm. Trong các tháng mùa đông của bán cầu Bắc hoặc bán cầu Nam, băng tần phát thanh AM có xu hướng thuận lợi hơn vì trời gian ban đêm dài hơn.
- Vệt sáng mặt trời tại thêm một lượng rất lớn photon, nên lớp ion hóa D sẽ rất lớn, đôi khi trong vài phút tất cả việc truyền lan sóng trời sẽ không tồn tại.

## Các kiểu điều chế
Một số loại điều chế tín hiệu khác nhau được dùng để điều chế thông tin cho truyền dẫn sóng ngắn.
Điều chế biên độ là kiểu đơn giản nhất và phổ biến nhất được dùng trong phát thanh sóng ngắn. Biên độ tức thời của sóng mang được điều chế theo biên độ của tín hiệu (thoại, âm nhạc). Tại máy thu, một bộ tách sóng đơn giản khôi phục lại tín hiệu điều chế mong muốn từ sóng mang.
Điều chế dải đơn biên là một dạng của điều chế biên độ nhưng qua bộ lọc chỉ có một phía dải biên tín hiệu sau khi điều chế được phát đi. Tín hiệu điều chế biên độ có cả thành phần tần số trên và dưới của tần số sóng mang. Nếu một tập các thành phần này bị loại bỏ cũng như sóng mang thừa, thì chỉ có tập còn lại được phát đi. Điều này giúp tiết kiệm công suất trong truyền dẫn, khoảng 2/3 năng lượng của một tín hiệu AM được phát đi là không cần thiết cho việc phục hồi lại thông tin chứa trong tín hiệu. Nó cũng giúp tiết kiệm băng thông, tiết kiệm được tới ½ băng thông. Nhược điểm của phương pháp này là máy thu phức tạp hơn, vì nó phải tái tạo lại sóng mang để khôi phục tín hiệu. Các lỗi nhỏ trong quá trình tách sóng có thể ảnh hưởng rất lớn tới cường độ tín hiệu thu được, do đó dải đơn biên không dùng cho phát thanh âm nhạc và chương trình phát thanh chung. Dải đơn biên thường dùng cho liên lạc thoại tầm xa tới tàu thủy và máy bay, những người ham mê vô tuyến nghiệp dư được phép sử dụng băng tần nghiệp dư. Dải biên thấp (LSB) thường dùng dưới 9 MHz và dải biên cao (USB) nằm trên 9 MHz.
Điều chế dải biên sót lại là phát sóng mang và một dải biên hoàn chỉnh, nhưng bộ lọc cho ra dải biên thừa. Đây là một kỹ thuật thỏa hiệp giữa AM và SSB, cho phép các máy thu đơn giản hơn, sử dụng dễ dàng hơn, nhưng cần công suất máy phát phải cao như máy phát AM. Một lợi thế của kiểu điều chế này là chỉ cần ½ băng thông của một tín hiệu AM.
Sóng liên tục (CW) là ma-níp tắt-bật của một sóng mang, chỉ dùng cho liên lạc bằng mã Morse.
Điều chế tần số băng hẹp (NBFM) chủ yếu dùng cho tần số HF cao hơn (thường trên 20 MHz). Do băng thông lớn, NBFM còn được dùng cho cả liên lạc VHF. Có các quy định giới hạn băng thông của một tín hiệu phát đi trong băng HF, và lợi ích của điều chế tần số là lớn nhất nếu tín hiệu FM được phép dùng băng thông lớn hơn. NBFM bị hạn chế thành truyền dẫn SW tầm gần do tầng điện ly gây ra sự biến dạng pha.
Digital Radio Mondiale (DRM) là một kiểu điều chế dùng cho các băng tần dưới 30 MHz.
Điện báo vô tuyến, fax, truyền hình và các hệ thống khác dùng các dạng ma-níp dịch tần hay sóng mang con audio trên một sóng mang sóng ngắn. Chúng thường yêu cầu thiết bị đặc biệt để giải mã, chẳng hạn như phần mềm trên một máy tính trang bị một card âm thanh.

## Ứng dụng
Một số ứng dụng chính của băng tần vô tuyến sóng ngắn:
- Phát thanh quốc tế chủ yếu do các trạm được chính phủ tài trợ, phát thanh các chương trình ra nước ngoài.
- Phát thanh nội địa: được dùng rộng rãi cùng với vài đài FM, sóng trung và sóng dài; hoặc cho các mạng chính trị, tôn giáo và đa phương tiện đan xen; hoặc cho phát thanh thương mại và phi thương mại do cá nhân trả phí.
- Đài phát dịch vụ phát các bản tin không dành cho công cộng, dùng cho máy bay xuyên châu lục, bản tin mã hóa ngoại giao, bản tin thời tiết.
- Đài phát bí mật. Đây là các đài phát thanh đại diện cho các phong trào chính trị khác nhau, bao gồm cả lực lượng nổi dậy hoặc lực lượng bạo động, các đài này không được chính phủ cấp phép hoạt động. Chương trình phát sóng bí mật có thể phát từ các đài đặt trong khu vực do lực lượng nổi dậy kiểm soát hoặc từ quốc gia bên ngoài, sử dụng phương tiện truyền dẫn của quốc gia khác. Đài phát thanh bí mật được sử dụng trong Chiến tranh thế giới II để phát các bản tin từ phía quân Đồng minh vào khu vực kiểm soát của phe Trục. Dù Đức quốc xã tịch thu đài và cấm đoán, nhưng rất nhiều người vẫn tiếp tục nghe các chương trình này.
- Đài số hiệu (Numbers Stations). Đây là các đài thường xuyên xuất hiện và biến mất trên tất cả các băng tần vô tuyến sóng ngắn nhưng chúng là các đài không được cấp phép và không thể bám theo được. Người ta tin rằng đài số hiệu được chính phủ điều hành, và được dùng để giao tiếp với các đơn vị tổ chức hoạt động bí mật trong lãnh thổ quốc gia khác.
- Hoạt động vô tuyến nghiệp dư
- Các đài phát tín hiệu thời gian và đồng hồ vô tuyến: Ở Bắc Mỹ, WWV radio và WWVH radio phát các tần số: 2500 kHz, 5000 kHz, 10000 kHz, và 15000 kHz. WWV luôn phát trên tần số 20000 kHz. Đài vô tuyến CHU ở Canada phát triên tần số: 3330 kHz, 7850 kHz, và 14670 kHz. Các đài đồng hồ vô tuyến tương tự khác phát trên các tần số sóng dài và sóng ngắn trên khắp thế giới. Truyền dẫn sóng ngắn chủ yếu dành cho người dùng, còn đài sóng dài thường dùng cho đồng bộ tự động đồng hồ.
- Radar vượt đường chân trời: Từ năm 1976 tới 1989, hệ thống radar vượt đường chân trời Russian Woodpecker của Liên Xô đã gây nhiễu nhiều đài sóng ngắn của phương Tây phát chương trình vào lãnh thổ Liên Xô.

Thuật ngữ DXing, trong ngữ cảnh nghe tín hiệu vô tuyến của bất kỳ người dùng nào dùng băng tần sóng ngắn, là hoạt động giám sát trạm ở xa. Trong ngữ cảnh của vô tuyến nghiệp dư, thuật ngữ "DXing" đề cập đến liên lạc hai chiều với một trạm ở xa, sử dụng tần số vô tuyến sóng ngắn.
Viễn thông châu Á-Thái Bình Dương ước tính có khoảng 600.000.000 đài thu sóng ngắn được dùng trong năm 2002. WWCR tuyến bố có 1,5 tỉ đài thu sóng ngắn trên toàn thế giới.

## Phát thanh sóng ngắn

### Phân bổ tần số
Hội nghị Thông tin vô tuyến Thế giới (WRC) được tổ chức dưới sự bảo trợ của Liên minh Viễn thông Quốc tế, đã phân bổ băng tằng cho các dịch vụ khác nhau trong hội nghị diễn ra vài năm một lần. Hội nghị WRC gần đây nhất diễn ra vào đầu năm 2012.
Tại WRC-97 năm 1997, các băng tần sau đây được phân bổ cho phát thanh quốc tế (xem bảng dưới đây):
| Băng sóng mét | Dải tần số          | Ghi chú                                                  |
| ------------- | ------------------- | -------------------------------------------------------- |
| 120 m         | 2300–2495 kHz       | băng tần nhiệt đới                                       |
| 90 m          | 3200 – 3400 kHz     | băng tần nhiệt đới                                       |
| 75 m          | 3900 – 4000 kHz     | dùng chung với băng 80 m của vô tuyến nghiệp dư ở Bắc Mỹ |
| 60 m          | 4750 – 5060 kHz     | băng tần nhiệt đới                                       |
| 49 m          | 5900 – 6200 kHz     |                                                          |
| 41 m          | 7200 – 7600 kHz     | dùng chung với băng 40 m của vô tuyến nghiệp dư          |
| 31 m          | 9400 – 9900 kHz     | hiện là băng dùng nhiều nhất                             |
| 25 m          | 11,600 - 12,200 kHz |                                                          |
| 22 m          | 13,570 - 13,870 kHz | chỉ dùng đáng kể ở Âu-Á                                  |
| 19 m          | 15,100 - 15,800 kHz |                                                          |
| 16 m          | 17,480 - 17,900 kHz |                                                          |
| 15 m          | 18,900 - 19,020 kHz | hầu như không dùng, có thể trở thành một băng DRM        |
| 13 m          | 21,450 - 21,850 kHz |                                                          |
| 11 m          | 25,600 - 26,100 kHz | có thể dùng cho phát thanh DRM địa phương                |

Các kênh phát thanh sóng ngắn AM được phân bổ tần số với giãn cách 5 kHz cho phát thanh audio tương tự truyền thống.
Đài phát thanh quốc tế vì lý do thực tế đôi khi hoạt động ngoài băng do WRC ấn định hoặc sử dụng các tần số ngoài kênh để thu hút sự chú ý của khán giả trong các băng nhiều người nghe (60m, 49m, 40m, 41m, 31m, 25m).
Định dạng phát thanh âm thanh số cho DRM sóng ngắn hoạt động ở các kênh 10 kHz hoặc 20 kHz. Có một số thảo luận đang diễn ra để phân bổ băng tần cụ thể cho DRM, do nó chủ yếu phát trong định dạng 10 kHz.
Công suất phát ở các đài phát sóng ngắn thường ít hơn 1 W cho các đài vô tuyến nghiệp dư và thử nghiệm, cho tới 500 kW và cơ hơn cho các đài liên lục địa và radar vượt đường chân trời. Các trung tâm phát sóng ngắn sử dụng anten thiết kế chuyên biệt (như công nghệ anten ALLISS) để tập trung năng lượng vô tuyến tại khu vực hướng tới.

### Ưu điểm
Sóng ngắn có một số ưu điểm so với các công nghệ mới, gồm:
- Chi phí thấp.
- Thiết bị thu giá thành rẻ.[15]
- Vô tuyến sóng ngắn có thể dùng ở các tình huống mà Internet hoặc vệ tinh thông tin tạm thời bị mất hoặc chưa có.
- Sóng ngắn đi xa hơn nhiều so với phát thanh FM (88-108 MHz).
- Ở các vùng nhiệt đới, sóng ngắn ít bị nhiễu từ sớm chớp hơn so với vô tuyến sóng trung bình, nó có thể phủ sóng một vùng địa lý rộng lớn mà chỉ cần dùng công suất phát tương đối thấp. Nên nhiều quốc gia sử dụng sóng ngắn cho phát thanh trong nước.
- Cơ sở hạ tầng cần rất ít cho liên lạc hai chiều tầm xa dùng vô tuyến sóng ngắn. Tất cả chỉ cần một cặp máy thu phát, một anten, một nguồn năng lượng (như pin, máy phát điện di động hoặc lưới điện).

### Nhược điểm
- Sóng ngắn thường bị nhiễu nghiêm trọng vì tình trạng quá tải trên băng tần sóng, nhiễu loạn khí quyển và nhiễu điện (đặc biệt từ các thành phổ) từ tivi, máy tính, điện thoại di động, thiết bị gia dụng…
- Ngay cả trong điều kiện thu lý tưởng, chất lượng âm thanh của phát thanh sóng ngắn thường kém hơn so với đài FM.
- Do sự bùng nổ của truyền hình và Internet, các công nghệ cũ hơn như vô tuyến sóng ngắn ngày càng khó cạnh tranh để thu hút người nghe.
- Phụ thuộc vào điều kiện khí quyển.

## Vô tuyến nghiệp dư
Việc thực hiện các hoạt động phát vô tuyến sóng ngắn phi thương mại cho liên lạc hai chiều được gọi là vô tuyến nghiệp dư. Để hoạt động cần có giấy phép do chính quyền cấp.
Những người ham mê vô tuyến nghiệp dư đã thực hiện nhiều kỹ thuật tiến bộ trong lĩnh vự vô tuyến, và họ có thể phát thông tin liên lạc khẩn cấp khi các kênh liên lạc thông thường bị cắt.